# Guantánamo (rivier)
De Guantánamo is een rivier op Cuba. De rivier ontspringt in de gemeente Songo-La Maya in de provincie Santiago de Cuba ten oosten van de stad Santiago de Cuba. De rivier stroomt hiervandaan in oostelijke en zuidzuidoostelijke richting, voedt het stuwmeer La Yaya bij Niceto Pérez en mondt uit in de Guantánamobaai bij de stad Caimanera in de provincie Guantánamo. 

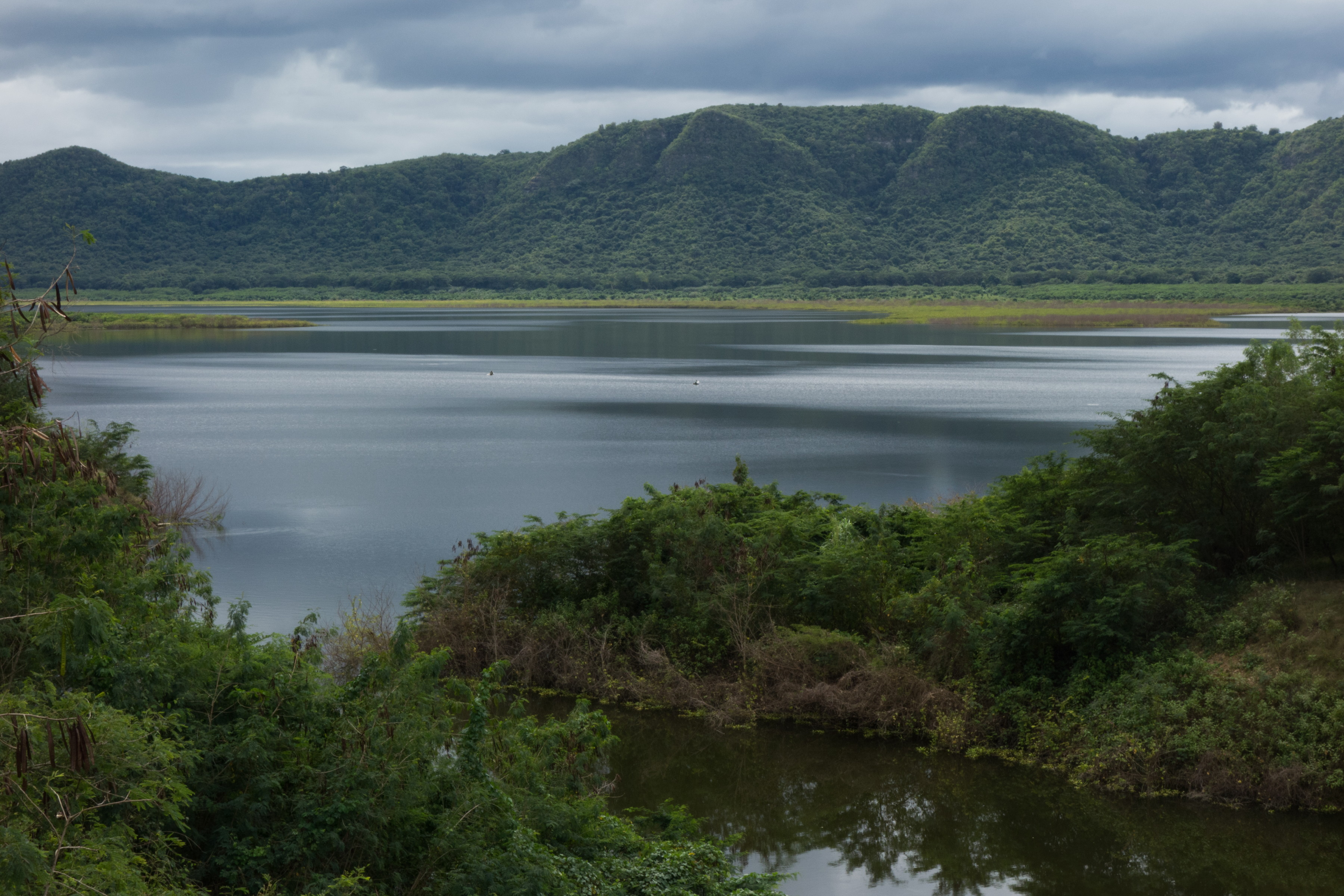
Het stuwmeer La Yaya

De rivier is 98 kilometer lang en ontwatert een gebied van 1221 km² in de provincies Santiago de Cuba en Guantánamo. In het laatste gedeelte is de rivier bevaarbaar voor kleine schepen.